# Pachycondyla lenis
Pachycondyla lenis är en myrart som beskrevs av Kempf 1961. Pachycondyla lenis ingår i släktet Pachycondyla och familjen myror. Inga underarter finns listade i Catalogue of Life.